# Sociální nouze
Sociální nouze je stav, kdy člověk není schopen zabezpečit své sociální potřeby.
Důvodem k tomuto může být nezletilost, zdravotní stav, absence sociálního zázemí (tzn. osamělost starých či handicapovaných lidí). Dalším důvodem je ohrožení vlastních zájmů jinou osobou, jako poslední je připouštěn i jiný závažný důvod, pro nějž jednotlivec není schopen zabezpečovat své základní životní a sociální potřeby. Nejčastěji je to myšleno ve smyslu zabezpečení péče o svou osobu výživu a domácnost a o svá práva a oprávněné zájmy.
Lidé, kteří se do takového stavu dostanou, mají právo[zdroj?] požadovat od státu dostupnou, dostatečnou sociální pomoc, která jim nahradí chybějící soběstačnost.